# Schloss Grimaldi

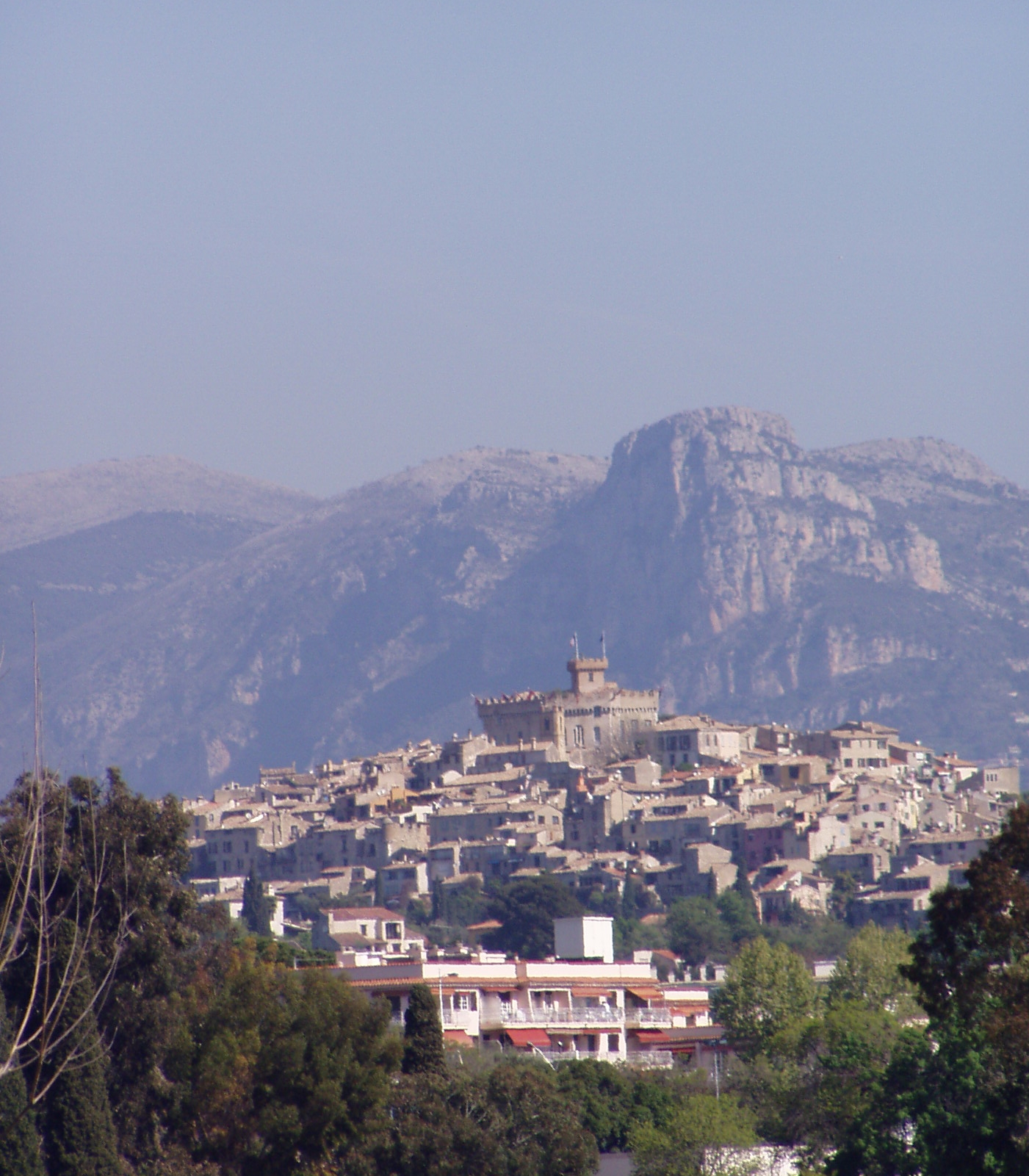
Der mittelalterliche Stadtteil Haut de Cagnes mit dem Schloss Grimaldi

Das Schloss Grimaldi ist eine zum Palast umgebaute alte Burg im mittelalterlichen Stadtteil Haut de Cagnes der südfranzösischen Stadt Cagnes-sur-Mer, die heute als Museum genutzt wird. Die französische Bezeichnung lautet Château-Musée Grimaldi.

## Geschichte
Die Burg wurde um 1300 im Auftrag des französischen Admirals Rainier Grimaldi, Seigneur de Cagnes, erbaut. Er gehörte zum Antibes-Zweig der Grimaldis und ist ein Vorfahr der heute bekannten Fürstenfamilie von Monaco. Die Burg diente Beobachtungs- und auch Verteidigungszwecken. Im Schutz der auf der Bergspitze gelegenen Burg entwickelte sich der Stadtteil Haut de Cagnes, der in seiner damaligen Struktur heute noch weitgehend erhalten ist. Um 1620 baute Baron Jean-Henri Grimaldi die Burg zu einem Wohnpalast um. Im Innenhof entstanden ein schattiger Patio, eine prachtvolle Treppe und zweigeschossige Galeriegänge. Die Innenräume wurden im barocken Stil ausgeschmückt. In diesem Zustand ist das Schloss bis heute noch im Wesentlichen erhalten. Während der Französischen Revolution wurde es an die Familie Gerbaud und 1873 an die Familie Gerecke verkauft. Im Jahre 1937 erwarb die Stadt Cagnes-sur-Mer das Gebäude.

## Heutige Nutzung

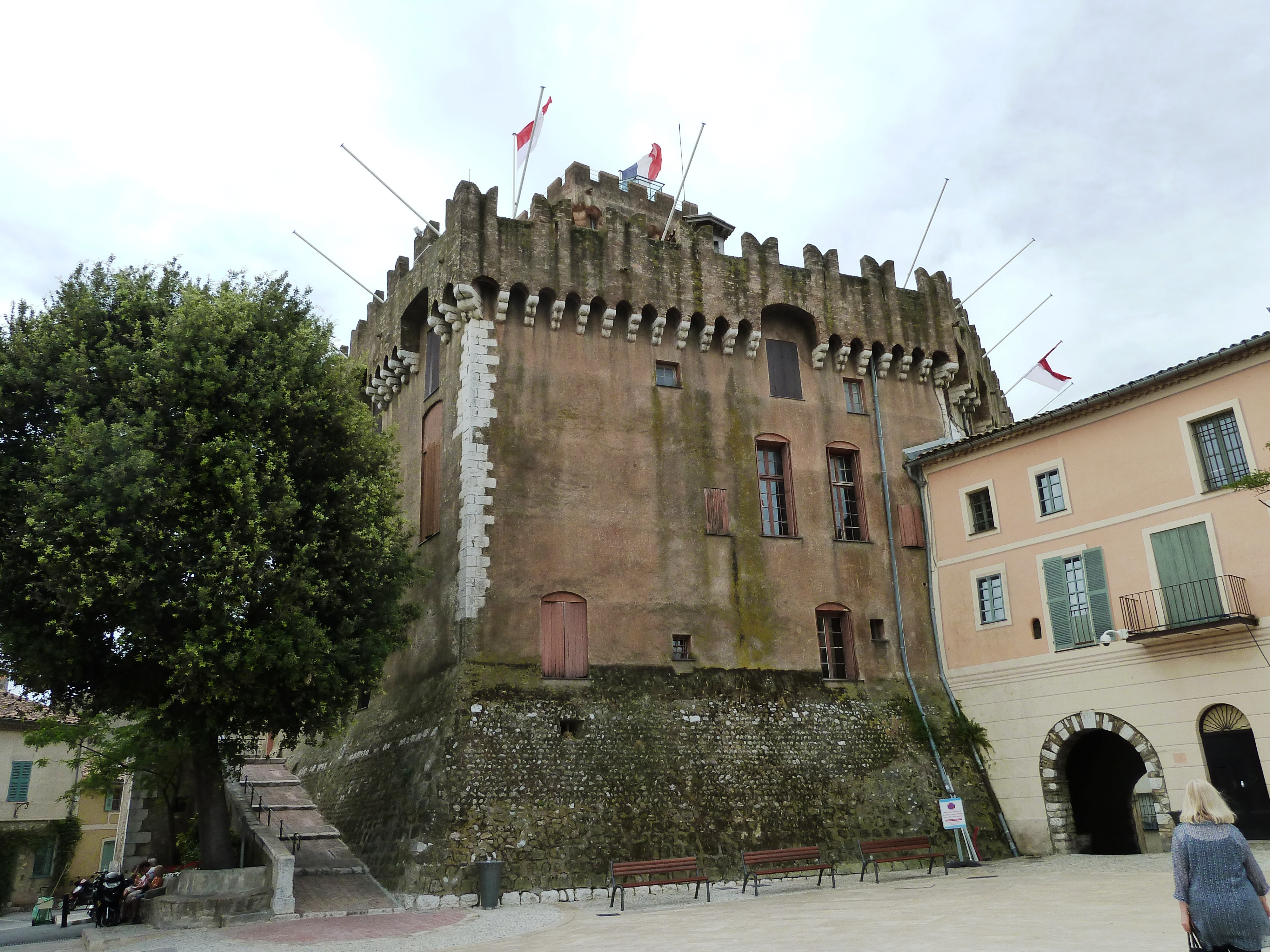
Schloss Grimaldi

In dem Gebäude ist heute ein Museum untergebracht, das verschiedene Abteilungen umfasst. Im Untergeschoss befindet sich das Olivenbaum-Museum, das historische Exponate rund um das Thema Olivenanbau und -verarbeitung zeigt. Im Obergeschoss werden als ständige Ausstellung Bilder aus der Sammlung der Chansonsängerin Suzy Solidor gezeigt, die ihre letzten 25 Lebensjahre in Haut de Cagnes verbracht hat. Außerdem finden im Obergeschoss wechselnde Ausstellungen zeitgenössischer Künstler statt. Das Museum ist täglich außer dienstags geöffnet.